# Axel Flader

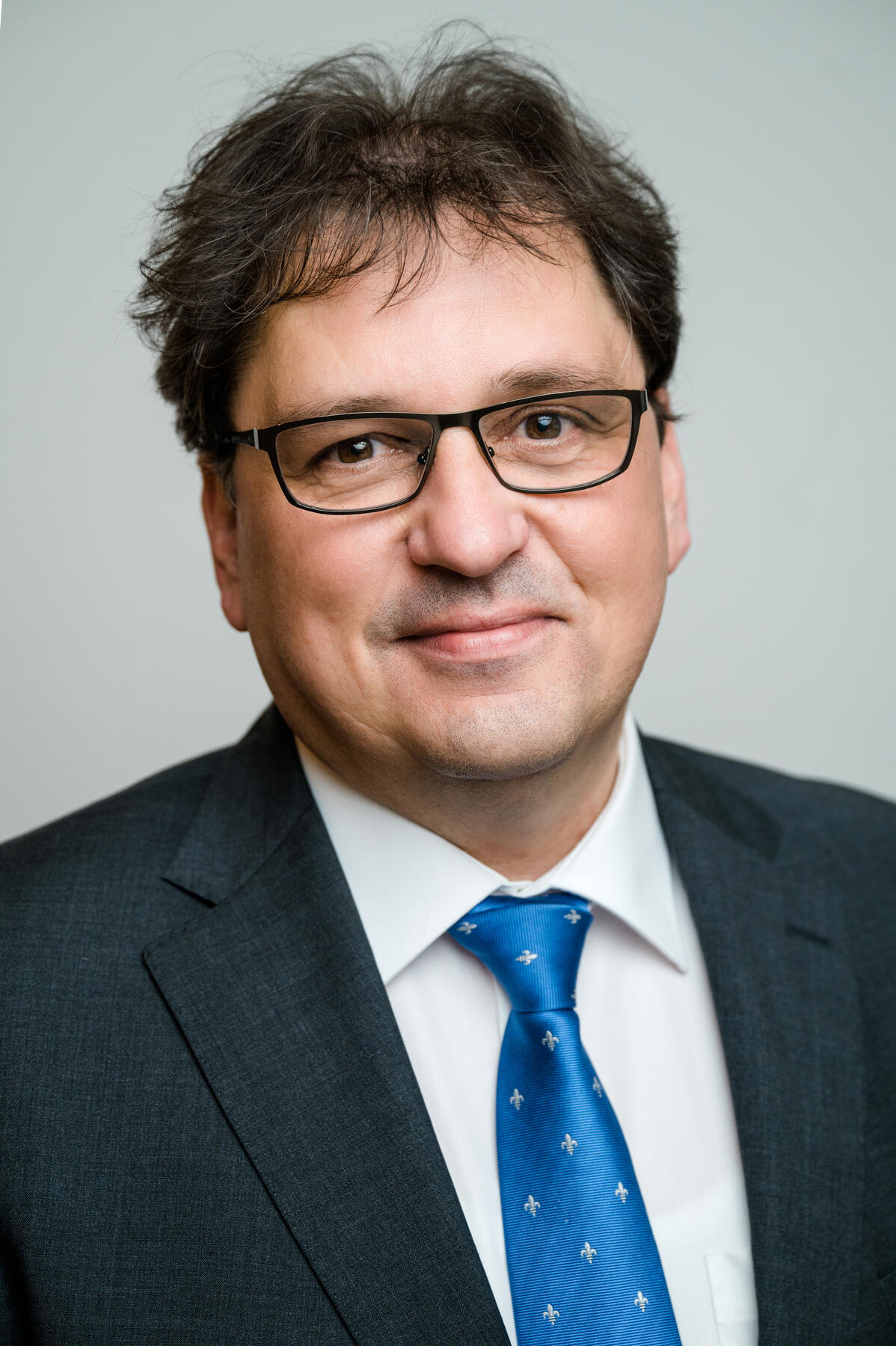
Axel Flader

Axel Flader (* 30. Juli 1967 in Hermannsburg) ist ein deutscher Politiker (CDU). Er ist seit 2021 Landrat des Landkreises Celle.

## Werdegang
Flader absolvierte sein Abitur und machte im Anschluss eine Verwaltungsausbildung. Er arbeitete bis 2001 bei der Stadt Bergen in der Kommunalverwaltung, wo er unter anderem Amtsleiter des Amtes für Schulen, Jugend und Soziales tätig war. Nach einem Fernstudium der Betriebswirtschaftslehre war Flader Kreisgeschäftsführer des Deutschen Roten Kreuzes in Celle. Von 2020 bis zur Wahl als Landrat war er in der Kreisverwaltung Celle angestellt.
Bei der Kommunalwahl 2009 kandidierte er als Bürgermeisterkandidat in Hermannsburg und wurde zum hauptamtlichen Bürgermeister gewählt. Nach der Gemeindefusion zur Gemeinde Südheide 2015 wurde Flader zum Bürgermeister von Südheide gewählt. 2021 trat er als Landratskandidat für die CDU an und wurde dabei von der SPD, FDP sowie zwei Wählervereinigungen unterstützt. Er wurde mit rund 62 % der Stimmen gewählt.
Flader ist verheiratet und hat zwei Kinder.